# Drohobytj
Drohobytj (ukrainsk: Дрогобич, tr. Drohobytj, russisk: Дрогобыч tr. Drogobytj, polsk: Drohobycz, jiddisch: דראָביטש, tr. Drubitsh) er en by i Lviv oblast i det vestlige Ukraine.
Byen med omgivelser havde i januar 2007 en befolkning på 103.000. De fleste tilhører den ukrainske græsk-katolske kirke, men der er også mange ukrainsk-ortodokse.
Byen nævnes for første gang i et dokument fra 1387. I middelalderen lå slotsborgen Tustan her. Byen lå i denne periode under Polen. Fra 1772 blev Drohobytj og Galicien liggende under Østrig-Ungarn. Efter 1. verdenskrig blev byen igen polsk, før den i forbindelse med 2. verdenskrig tilfaldt Ukraine og Sovjetunionen.
Drohobytj var hjembyen for den kendte jødiske forfatter og maler Bruno Schulz, som gennem hele sit forfatterskab beskrev sin hjemby, overgangen mellem forskellige tider, myter og virkelighed. Ivan Franko blev også født i nærheden af Drohobytj, i landsbyen Nahujevitsji.

## Historiske befolkningstal
- 1931 — 32.300 indbyggere
- 1959 — 42.000 indbyggere
- 1970 — 56.000 indbyggere
- 2001 — 79.000 indbyggere

I 1869 havde byen 16.880 indbyggere. 28,7% var ukrainere, 23,2% var polakker (romersk-katolske) og 47,7% var jøder. Begivenhederne under og efter 2. verdenskrig ændrede byens etniske sammensætning, i 1959 var dette forandret til 70% ukrainere, 22% russere og kun et mindre antal polakker og jøder.